# Resistina
Resistina é uma proteína rica em cisteína secretada pelo tecido adiposo de mus e ratos. Em outros mamíferos, pelo menos primatas, porcos e cachorros, a resistina é secretada por células imunes e epiteliais.
Tem como função o bloqueio da ação central da Leptina, hormônio produzido pelo tecido adiposo, que induz a saciedade.